# Coryssodactylus
Coryssodactylus is een geslacht van kevers uit de familie  
kniptorren (Elateridae).
Het geslacht is voor het eerst wetenschappelijk beschreven in 1897 door Schwarz.

## Soorten
Het geslacht omvat de volgende soorten:
- Coryssodactylus puerulus Candèze
- Coryssodactylus puerulus (Candèze, 1889)